# Sinfonia! Sinfonia!!!
「Sinfonia! Sinfonia!!!」（シンフォニア!・シンフォニア!!!）は、竹達彩奈の1枚目のシングル。2012年4月11日にポニーキャニオンから発売された。

## 概要
自身の歌手デビュー作品。PVは軽井沢大賀ホールで撮影され、竹達自身は指揮者を演じる他、多数のコスプレで登場している。なお、それら衣装はイメージBlu-ray&DVDで着用したものとなっている。タイトルロゴは自身の名前にちなんで、「彩」に由来する「いろどり」と「奈」が意味するリンゴを掛け合わせた、色鮮やかなリンゴを表現している。
2012年4月23日付オリコン週間シングルチャートでは1.4万枚を売り上げて初登場7位を獲得した。

## 収録曲
1. Sinfonia! Sinfonia!!! [4:30]
作詞・作曲：沖井礼二、編曲：New Old Stock（沖井礼二・小林俊太郎）
竹達曰く「1人のヒロインの女の子が、周りにいるみんなを振り回しながら踊っている」楽曲で、ヒロインは竹達をイメージしており[5][6]、「天真爛漫さを押し出した可愛らしい曲」となっている[7]。
竹達は自分の楽曲の制作過程の一部始終を見た方が良いとの想いから、歌録りのみならずレコーディングやトラックダウンにも立ち会った[8]。
曲は1回聴いた時にある程度耳に焼き付いてしまい、以後毎日のように練習していたという[3]。
サードシングル「時空ツアーズ」カップリングの『Hey! MUSIC BOYS & MUSIC GIRLS!』と、後にリリースされたファーストアルバム「apple symphony」収録曲の『リズムとメロディの為のバラッド』と合わせて三部作になっている。なお、この曲は三部作の一曲目[9]。
2. Strawberry☆Kiss [4:30]
作詞：宇徳敬子、作曲・編曲：小林俊太郎
竹達曰く「かわいい」楽曲で[3]、曲を聴いた後に付けられた歌詞が竹達の考えと似ているために驚いたという[10]。
3. Sinfonia! Sinfonia!!!（Instrumental）
4. Strawberry☆Kiss（Instrumental）

DVD（初回限定盤のみ）
1. Sinfonia! Sinfonia!!! Music Clip

## クレジット
- Vocal & Chorus：竹達彩奈
- Piano, Keyboards & Programming：小林俊太郎
- Guitars：木暮晋也
- Bass & Programming：沖井礼二
- Drums：白根佳尚
- Violins：石井泉
- Chorus：杉恵ゆりか

## カバー
- TWEEDEES 配信シングル『Sinfonia! Sinfonia!!! TWEEDEES ver.』と4thアルバム『World Record』に収録[11]。